# DNA-Kondensation
Unter DNA-Kondensation versteht man den Prozess der Verdichtung (Kondensation) von DNA-Molekülen in vitro oder in vivo. Details der DNA-Verpackung sind für ihre Funktion im Prozess der Genregulation in lebenden Systemen von wesentlicher Bedeutung.
Der Durchmesser der DNA beträgt etwa 2 nm, während die Länge eines gestreckten Einzelmoleküls je nach Organismus bis zu mehreren Dutzend Zentimetern beträgt. Beim Menschen umfasst die Länge der DNA zwei Meter. Viele Merkmale der DNA-Doppelhelix tragen zu ihrer großen Kompaktheit bei, darunter die mechanischen Eigenschaften des Zucker-Phosphat-Rückgrats, die elektrostatische Abstoßung zwischen den Phosphaten, Wirkungen zwischen den Basen jedes einzelnen Strangs und Strang-Strang-Wechselwirkungen. Die DNA ist eines der kompaktesten, kondensiertesten natürlichen Polymere, aber auch eines der längsten Moleküle. Gewöhnlich wird die DNA-Kondensation definiert als „der Zusammenbruch ausgedehnter DNA-Ketten zu kompakten, geordneten Partikeln, die nur ein oder wenige Moleküle enthalten“. Diese Definition trifft auf viele Situationen in vitro zu und kommt auch der Definition der DNA-Kondensation in Bakterien nahe: „Annahme eines relativ konzentrierten, kompakten Zustands, der einen Bruchteil des verfügbaren Volumens einnimmt.“ In Eukaryoten sind die DNA-Länge (ca. 2 Meter) und die Zahl der beteiligten Akteure viel größer, und ein DNA-Molekül bildet Millionen von Nucleosomen, was aber lediglich die erste von vielen Ebenen der DNA-Verpackung ist.

## In vivo

### In Viren
Bei Viren und Bakteriophagen ist die DNA oder RNA von einem Proteinkapsid, das eine Art Hülle bildet, umgeben, das manchmal zusätzlich von einer Lipidmembran umgeben ist. Die doppelsträngige DNA bei DNA-Viren wird im Inneren des Kapsids in Form einer Spule gelagert, die verschiedene Arten von Windungen aufweisen kann, die zu verschiedenen Arten von flüssigkristalliner Packung führen. Diese Packung kann sich in verschiedenen Phasen der Phagenfunktion von hexagonal über cholesterisch bis hin zu isotrop verändern. Obschon die Doppelhelices immer lokal ausgerichtet sind, stellt die DNA im Inneren von Viren keine echten Flüssigkristalle dar, da es ihr an Fließfähigkeit fehlt. Andererseits ist die in vitro kondensierte DNA, z. B. mit Hilfe von Polyaminen, die ebenso Bestandteil von Viren sind, sowohl lokal geordnet als auch flüssig.

### In Bakterien
Die bakterielle DNA wird mit Hilfe von Polyaminen und Proteinen, den so genannten nucleoid-assoziierten Proteinen, verpackt. Von den nucleoid-assoziierten Proteinen sind in Bakterien die Proteine H–NS und HU zu nennen, da sie den größten Teil der Proteine im Bakterienchromosom ausmachen. Das erste Protein funktioniert analog zu den Histonen in Eukaryoten, während HU eher den High-Mobility-Group-Proteinen ähnelt. Beide Proteine gehen Bindungen ein und bilden so einen Komplex, das mit dem eukaryotischen Nucleosom verglichen werden kann. Protein-assoziierte DNA nimmt etwa 1/4 des intrazellulären Volumens ein und bildet eine konzentrierte viskose Phase mit flüssigkristallinen Eigenschaften, das so genannte Nucleoid oder Kernäquivalent. Eine ähnliche DNA-Verpackung gibt es auch in Chloroplasten und Mitochondrien. Die Entwicklung des bakteriellen Nucleoids stellt eine technische Zwischenstufe zwischen der proteinfreien DNA-Verpackung in Viren und der proteinbestimmten Verpackung in Eukaryoten dar.
Schwesterchrchomatide im Bakterium Escherichia coli werden durch Stressbedingungen dazu veranlasst zu kondensieren und sich zu paaren. Die stressinduzierte Kondensation erfolgt durch eine nicht zufällige, reißverschlussartige Konvergenz der Schwesterchrchromatiden. Diese Konvergenz scheint von der Fähigkeit identischer doppelsträngiger DNA-Moleküle abzuhängen, sich gegenseitig spezifisch zu erkennen; ein Prozess, der in der Nähe homologer Stellen entlang der gepaarten Chromosomen gipfelt. Verschiedene Stressbedingungen scheinen Bakterien in die Lage zu versetzen, schwere DNA-Schäden wie Doppelstrangbrüche wirksam zu bewältigen. Die Anlagerung homologer Stellen, die mit der stressbedingten Chromosomenkondensation einhergeht, hilft zu erklären, wie die Reparatur von Doppelstrangbrüchen und anderen Schäden erfolgt.

### In Eukaryoten
→ Hauptartikel: Chromatin
Eukaryotische DNA mit einer typischen Länge von mehreren Dutzend von Zentimetern sollte exzellent verpackt sein, um innerhalb des mikrometergroßen Zellkerns leicht zugänglich zu sein. Bei den meisten Eukaryoten wird die DNA im Zellkern (Nucleus) mit Hilfe von Histonen angeordnet. In diesem Fall ist die grundlegende Ebene der DNA-Verdichtung das Nucleosom, in dem die Doppelhelix um das Histon-Oktamer gewickelt ist, das jeweils zwei Kopien der Histone H2A, H2B, H3 und H4 enthält. Ein Histon, das Histon-Protein H1, bindet die DNA zwischen den Nucleosomen und erleichtert die Verpackung der 10 nm großen Nucleosomenkette in eine kondensiertere 30 nm große Faser. Die meiste Zeit zwischen den Zellteilungen ist das Chromatin so optimiert, dass Transkriptionsfaktoren leichten Zugang zu aktiven Genen haben, die durch eine weniger kompakte Struktur, das Euchromatin, gekennzeichnet sind. Während der Zellteilung nimmt die Verdichtung des Chromatins (Heterochromatin) noch weiter zu, um Chromosomen zu bilden, die den großen mechanischen Kräften (Spindelapparat) standhalten können, die sie in jede der beiden Tochterzellen ziehen. Viele Aspekte der Transkription werden durch chemische Veränderungen an den Histon-Proteinen gesteuert, die als Histon-Code bekannt sind.
Das Chromosomengerüst spielt eine wichtige Rolle beim Zusammenhalten des Chromatins zu kompakten Chromosomen. Das Chromosomengerüst besteht aus Proteinen wie Condensin, Topoisomerase IIα und Kinesin Family Member 4 (KIF4).